# Соколов, Юрий Михайлович (дипломат)
Ю́рий Миха́йлович Соколо́в (22 ноября 1932, Симферополь — 16 апреля 2019) — российский дипломат. Чрезвычайный и полномочный посол (15 февраля 1991).

## Биография
Родился 22 ноября 1932 года в Симферополе. В 1956 году окончил Московский государственный институт международных отношений и в том же году поступил на дипломатическую службу в Министерство иностранных дел, где работал более 40 лет. 
С 22 июня 1987 по 18 марта 1992 года — чрезвычайный и полномочный посол СССР/Российской Федерации в Новой Зеландии. Одновременно посол в Тонга и Западном Самоа по совместительству.
Скончался 16 апреля 2019 года.

## Награды и почётные звания
- Медаль «Ветеран труда» (1985)[3].
- Медаль «За укрепление боевого содружества» (1985)[3].
- Почётная грамота Президиума Верховного Совета РСФСР (1982)[3].
- Почётный работник Министерства иностранных дел Российской Федерации (2007)[3].